# Idea harmonia
Idea harmonia är en fjärilsart som beskrevs av Hans Fruhstorfer 1910. Idea harmonia ingår i släktet Idea och familjen praktfjärilar. Inga underarter finns listade i Catalogue of Life.